# Asteroscopus centrifasciata
Asteroscopus centrifasciata là một loài bướm đêm trong họ Noctuidae.